# Ecumenópolis

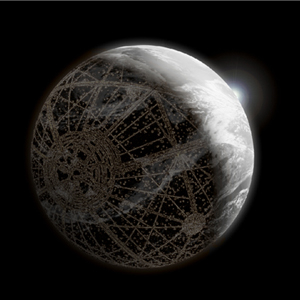
Trantor, una ecumenópolis ficticia en varias novelas de Asimov.

Ecumenópolis es un término inventado por el arquitecto y planificador urbano griego Constantinos Doxiadis en 1967. El término alude a la idea de que, en un futuro, las áreas urbanas y megalópolis se fusionarán en una única ciudad mundial, dada la creciente urbanización y el crecimiento de la población.
Un mundo llevado a este nivel de desarrollo podría presumiblemente tener que importar su comida de otros planetas, o poseer enormes instalaciones hidropónicas orbitales o subterráneas. Una civilización capaz de construir una ecumenópolis está casi, por definición, en el Tipo I de la Escala de Kardashev.
Doxiadis creó un escenario basado en la tradición y en las tendencias de desarrollo urbanístico de su tiempo, prediciendo el surgimiento inicial de una eperópolis europea (una ciudad continente), que se basaría en el área comprendida entre Londres, París y Ámsterdam (o la Banana Azul). Otro ejemplo notable en nuestros días lo presenta la llanura Indo-Gangética, una zona de 700.000 kilómetros cuadrados poblada por mil millones de personas, que con una densidad cercana a los 1.500 habitantes por kilómetro cuadrado se convierte en una especie de super megalópolis.

## Ecumenópolis en la ficción
Aunque se da más en la ficción futurista que en la medieval, existen numerosos ejemplos de ecumenópolis:
- Charn, en el universo de Las Crónicas de Narnia, de C. S. Lewis.
- Trántor, en el universo de la Fundación, de Isaac Asimov.
- Coruscant, capital de la república galáctica en el universo de Star Wars.
- Apokolips, regida por Darkseid en el universo de DC Comics.
- Korhal IV, capital del dominio Terran en el universo de Starcraft.
- Cybertron, planeta donde residen las razas de decepticons y autobots, de la saga Transformers.
- Rávnica, en el multiverso de Magic the Gathering.
- La Tierra, en el universo literario de Chung Kuo, dividida en 5 ciudades de cientos de niveles de altura que abarcan cada una un continente, salvo algún área dedicada a la hidropónica.
- La gran mayoría de planetas controlados por la humanidad en Warhammer 40.000, siendo la Tierra (Terra) la primera y más importante de todas, como la capital de las capitales.
- El Planeta Natal o Homeworld en la serie de Cartoon Network Steven Universe.
- ArcCorp, planeta propiedad de la mega-corporación The ArcCorp y único mundo humano enteramente cubierto por estructuras artificiales, del universo Star Citizen.

- Datos: Q2035733